# Morton Kaer
Morton Kaer (Morton Armour „Mort“ Kaer; * 7. September 1902 in Omaha; † 11. Januar 1992 in Mount Shasta) war ein US-amerikanischer Fünfkämpfer und Footballspieler.
Bei den Olympischen Spielen 1924 in Paris wurde er Fünfter im Fünfkampf.
Von 1924 bis 1926 war er Halfback bei den USC Trojans. In der National Football League spielte er 1931 für die Frankford Yellow Jackets.